# درهم‌سازی قابل گسترش
درهم‌سازی قابل گسترش نوعی سامانه درهم‌سازی پویا است که با خروجی تابع درهم‌سازی مانند یک رشته بیتی (نمایش دودویی آن) رفتار می‌کند و از یک درخت پیشوندی برای جستجوی سطل استفاده می‌کند. به دلیل سلسله مراتبی بودن سامانه، درهم‌سازی دوباره یک عمل افزایشی است (در صورت نیاز، هر بار یک سطل تکمیل می‌شود). این بدان معنی است که برنامه‌های حساس به زمان، از رشد جدول، کمتر از درهم‌سازی دوبارهٔ تمام جدول تحت تأثیر قرار می‌گیرند.
درهم‌سازی قابل گسترش اولین بار توسط رونالد فاگین در سال ۱۹۷۹ توصیف شد. عملاً همه سامانه‌های پرونده مدرن از درهم‌سازی قابل گسترش یا درختان B استفاده می‌کنند. به‌طور خاص، سامانه پرونده جهانی، ZFS و سیستم فایل‌های SpadFS از درهم‌سازی قابل گسترش استفاده می‌کنند.

## مثال
فرض کنید که تابع درهم‌سازی {\displaystyle h(k)} رشته‌ای از بیت‌ها را برگرداند. اولین i بیت هر رشته به عنوان اندیس‌هایی استفاده می‌شوند تا مشخص شود که آنها در کجای جدول درهم‌سازی قرار خواهند گرفت. علاوه بر این، i کوچکترین عددی است؛ به طوری که اندیس هر عنصر در جدول یکتا است.
فرض کنید درهم‌سازی سه کلید {\displaystyle k_{1},k_{2},k_{3}} بصورت زیر باشد:
{\displaystyle {\begin{aligned}h(k_{1})=100100\\h(k_{2})=010110\\h(k_{3})=110110\end{aligned}}}
فرض کنیم که برای این مثال خاص، اندازه سطل ۱ است و {\displaystyle k_{1},k_{2}} ، دو کلیدی هستند که باید اول درج شوند. این دو کلید می‌توانند بر اساس با ارزش‌ترین بیت تفکیک شوند و به شرح زیر در جدول قرار گیرند:
حال، اگر قرار باشد که {\displaystyle k_{3}} در جدول درهم‌سازی شود، برای تشخیص هر سه کلید تنها یک بیت کافی نیست (زیرا در نمایش بیتی {\displaystyle k_{1},k_{3}} چپ‌ترین بیت ۱ است). همچنین، چون اندازه سطل یک است، جدول سرریز می‌شود. از آنجا که مقایسه بر اساس دو بیت اول، به هر کلید یک مکان یکتا نسبت می‌دهد، اندازه فهرست به شرح زیر دو برابر می‌شود:
بنابراین، اکنون {\displaystyle k_{1},k_{3}} دارای موقعیتی یکتا هستند که با دو بیت چپ متمایز می‌شوند. از آنجا که {\displaystyle k_{2}} در نیمه بالای جدول است، ۰۰ و ۰۱ هر دو به آن اشاره دارند زیرا هیچ کلید دیگری برای مقایسه با آن وجود ندارد که با ۰ شروع شود.
مثال بالا از (Fagin و دیگران 1979).

### جزئیات بیشتر
فرض کنید:
{\displaystyle h(k_{4})=011110}
حال {\displaystyle k_{4}} باید درج شود، و دو بیت اول آن به شکل ۰۱ هستند، و با استفاده از عمق ۲ بیت در جدول، از ۰۱ به سطل A نگاشته می‌شود. سطل A پر است (حداکثر اندازه ۱ است)، بنابراین باید تقسیم شود؛ از آنجا که بیش از یک اشاره گر به سطل A وجود دارد، نیازی به افزایش اندازه جدول نیست.
اطلاعات مورد نیاز:
1. اندازه کلیدی که به جدول نگاشته می‌شود (عمق جهانی)
2. اندازه کلیدی که قبلاً سطل را نگاشت داده‌است (عمق محلی)

هنگامی که یک سطل پر می‌شود لازم است یکی از دو اقدام زیر را انجام دهید:
1. جدول را دو برابر کنید.
2. یک سطل جدید ایجاد کنید و محتویات سطل قدیمی را بین سطل‌های قدیمی و جدید توزیع کنید.

با بررسی نمونه اولیه یک ساختار درهم‌سازی قابل گسترش در می‌یابیم که اگر هر یک خانه‌های جدول به یک سطل اشاره کند، عمق محلی همهٔ سطل‌ها با عمق جهانی برابر است.
تعداد خانه‌های جدول برابر عمق جهانی 2 است و تعداد اولیه سطل‌ها مساوی عمق محلی 2 می‌باشد.
پس اگر عمق جهانی = عمق محلی = ۰، داریم: {\displaystyle 2^{0}=1}. بنابراین یک جدول با یک اشاره گر به یک سطل خواهیم داشت.
به دو اقدام لازم بازمی‌گردیم؛ اگر سطل پر باشد:
1. اگر عمق محلی برابر با عمق جهانی باشد، پس فقط یک نشانگر به سطل وجود دارد و هیچ نشانگر دیگری درون جدول وجود ندارد که بتواند به سطل اشاره کند، بنابراین جدول باید دو برابر شود.
2. اگر عمق محلی کمتر از عمق جهانی باشد، پس می‌توان نتیجه گرفت که بیش از یک نشانگر از جدول به سطل وجود دارد و سطل قابل تقسیم است.

کلید ۰۱ به سطل A اشاره می‌کند، و عمق محلی سطل A یعنی ۱ کمتر از عمق جهانی جدول یعنی ۲ است، که به این معنی است که کلیدهایی که به سطل A درهم‌سازی شده‌اند، فقط از یک پیشوند ۱ بیتی استفاده کرده‌اند (در اینجا ۰) و سطل A نیاز دارد که محتویاتش با بررسی ۱ + ۱ = ۲ (عمق محلی + ۱) بیت مجدداً توزیع شوند. به‌طور کلی، برای هر عمق محلی d در جایی که d کمتر از D (عمق جهانی) باشد، d باید بعد از تقسیم سطل یک واحد افزایش یابد و d جدید به عنوان تعداد بیت‌های بررسی شدهٔ هر کلید ورودی، هنگام توزیع مجدد ورودی‌های سطل قبلی درون سطل‌های جدید و قدیمی استفاده شود.
اکنون،
{\displaystyle h(k_{4})=011110}
با ۲ بیت ۰۱ دوباره امتحان شده‌است، و کلید ۰۱ به یک سطل جدید اشاره دارد؛ اما هنوز هم {\displaystyle k_{2}} در آن وجود دارد ({\displaystyle h(k_{2})=010110} است و مانند {\displaystyle k_{4}} با ۰۱ شروع می‌شود).
اگر {\displaystyle k_{2}} 000110 می‌بود، با کلید ۰۰، مشکلی وجود نداشت، زیرا {\displaystyle k_{2}} در سطل جدید 'A باقی می‌ماند و سطل D خالی باقی می‌ماند.
(این محتمل‌ترین حالت است؛ هنگامی که اندازه سطل‌ها بزرگتر از ۱ باشند، احتمال سرریز شدن سطل‌های تازه تقسیم شده بسیار بعید است، مگر اینکه همه ورودی‌ها مجدداً به یک سطل درهم‌سازی شوند. اما فقط برای تأکید بر نقش اطلاعاتی که عمق در اختیارمان می‌گذارد، مثال تا انتها دنبال خواهد شد)
بنابراین سطل D نیاز به تقسیم دارد، اما با بررسی عمق محلی آن، که ۲ است و برابر با عمق جهانی، در می‌یابیم که جدول دوباره باید دو برابر شود. پس کلیدها را با بررسی ۳ بیت درهم‌سازی می‌کنیم:
1. {\displaystyle k_{4}} به D نگاشته می‌شود.
2. عمق محلی سطل D یعنی ۲ کمتر از عمق جهانی یعنی ۳ است. پس این سطل است که باید تقسیم شود.
3. سطل D به 'D و E تقسیم می‌گردد.
4. عمق محلی سطل‌های جایگزین D (یعنی 'D و E) به ۳ افزایش می‌یابد.
5. {\displaystyle k_{4}} دوباره امتحان شده و به E درهم‌سازی می‌شود.

## پیاده سازی مثال
پیاده سازی الگوریتم درهم‌سازی قابل گسترش به زبان پایتون در زیر آمده‌است، اما وابستگی بلوک دیسک / صفحه حافظه، کش کردن و مسائل مربوط به ثُبات حذف شده‌است. توجه داشته باشید اگر عمق بیش از تعداد بیت‌های نمایش بیتی یک عدد صحیح بشود، مشکلی وجود دارد؛ زیرا در این صورت دو برابر کردن جدول یا تقسیم یک سطل اجازه نمی‌دهد تا ورودی‌ها مجدداً به سطل‌های مختلف درهم‌سازی شوند.
کد زیر از کم ارزش‌ترین بیت‌ها (بر خلاف مثال بالا) استفاده می‌کند، که باعث کارآمدتر شدن بسط جدول می‌شود، زیرا کل جدول را می‌توان به عنوان یک بلوک کپی کرد ((Ramakrishnan و Gehrke 2003)).

### مثال پایتون
```
PAGE_SZ
 
=
 
10

class
 
Page
:

    
def
 
__init__
(
self
):

        
self
.
m
 
=
 
[]

        
self
.
d
 
=
 
0

    
def
 
full
(
self
):

        
return
 
len
(
self
.
m
)
 
>=
 
PAGE_SZ

    
def
 
put
(
self
,
 
k
,
 
v
):

        
for
 
i
,
 
(
key
,
 
value
)
 
in
 
enumerate
(
self
.
m
):

            
if
 
key
 
==
 
k
:

                
del
 
self
.
m
[
i
]

                
break

        
self
.
m
.
append
((
k
,
 
v
))

    
def
 
get
(
self
,
 
k
):

        
for
 
key
,
 
value
 
in
 
self
.
m
:

            
if
 
key
 
==
 
k
:

                
return
 
value

class
 
EH
:

    
def
 
__init__
(
self
):

        
self
.
gd
 
=
 
0

        
self
.
pp
 
=
 
[
Page
()]

    
def
 
get_page
(
self
,
 
k
):

        
h
 
=
 
hash
(
k
)

        
return
 
self
.
pp
[
h
 
&
 
((
1
 
<<
 
self
.
gd
)
 
-
 
1
)]

    
def
 
put
(
self
,
 
k
,
 
v
):

        
p
 
=
 
self
.
get_page
(
k
)

        
full
 
=
 
p
.
full
()

        
p
.
put
(
k
,
 
v
)

        
if
 
full
:

            
if
 
p
.
d
 
==
 
self
.
gd
:

                
self
.
pp
 
*=
 
2

                
self
.
gd
 
+=
 
1

            
p0
 
=
 
Page
()

            
p1
 
=
 
Page
()

            
p0
.
d
 
=
 
p1
.
d
 
=
 
p
.
d
 
+
 
1

            
bit
 
=
 
1
 
<<
 
p
.
d

            
for
 
k2
,
 
v2
 
in
 
p
.
m
:

                
h
 
=
 
hash
(
k2
)

                
new_p
 
=
 
p1
 
if
 
h
 
&
 
bit
 
else
 
p0

                
new_p
.
put
(
k2
,
 
v2
)

            
for
 
i
 
in
 
range
(
hash
(
k
)
 
&
 
(
bit
 
-
 
1
),
 
len
(
self
.
pp
),
 
bit
):

                
self
.
pp
[
i
]
 
=
 
p1
 
if
 
i
 
&
 
bit
 
else
 
p0

    
def
 
get
(
self
,
 
k
):

        
return
 
self
.
get_page
(
k
)
.
get
(
k
)

if
 
__name__
 
==
 
"__main__"
:

    
eh
 
=
 
EH
()

    
N
 
=
 
10088

    
l
 
=
 
list
(
range
(
N
))

    
import
 
random

    
random
.
shuffle
(
l
)

    
for
 
x
 
in
 
l
:

        
eh
.
put
(
x
,
 
x
)

    
print
(
l
)

    
for
 
i
 
in
 
range
(
N
):

        
print
(
eh
.
get
(
i
))

```